# Aksel Sørensen
Aksel Sørensen (Vig, 5 ottobre 1891 – Roskilde, 15 maggio 1955) è stato un ginnasta danese.

## Palmarès

### Olimpiadi
- 1 medaglia:
  - 1 argento (Stoccolma 1912 nel concorso svedese a squadre)